# Lucien Rudaux
Lucien Rudaux (Caudebec-lès-Elbeuf, 16 ottobre 1874 – Parigi, 15 marzo 1947) è stato un artista e astronomo francese, nonché divulgatore scientifico, noto per le sue composizioni a tema spaziale.

## Biografia

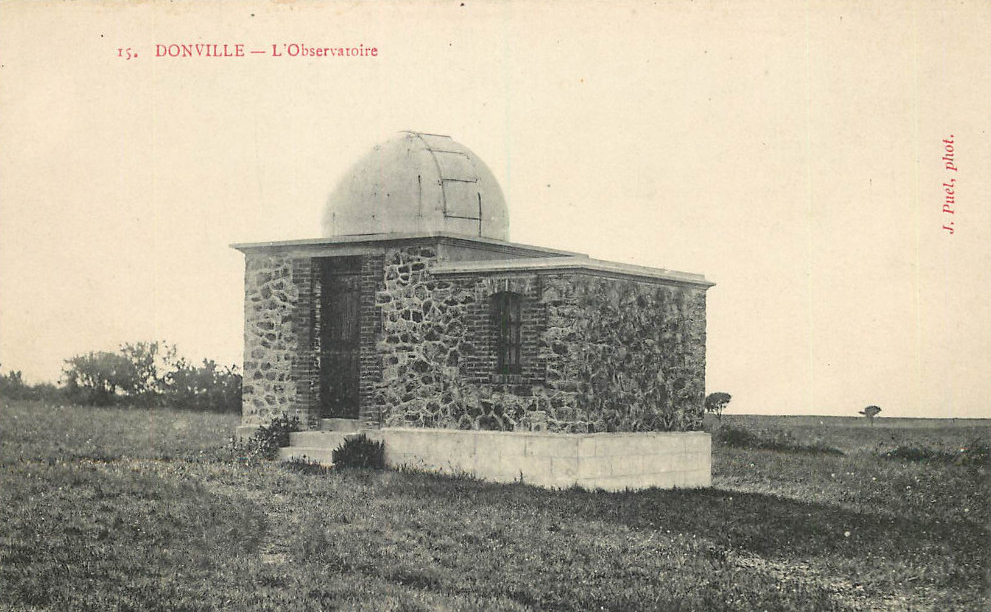
L'osservatorio personale di Rudaux a Donville-les-Baines, in Normandia.

Lucien Rudaux era il figlio dell'incisore Edmond-Adolphe Rudaux (nato a Verdun nel 1840 e morto a Donville-les-Bains nel 1908). Nel 1892, all'età di diciotto anni, egli entrò a far parte della Società astronomica francese, mentre nel 1894 costruì un proprio osservatorio nella proprietà dei suoi genitori a Donville-les-Bains. Tra il 1895 e il 1896, svolse il servizio militare a Granville. A partire dal 1902, svolse il ruolo di redattore scientifico e di artista per La Nature e, dal 1905, per L'Illustration. Rispetto ai suoi colleghi, le sue rappresentazioni del suolo lunare erano molto più vicine alla realtà. Nel 1912 venne nominato ufficiale dell'istruzione pubblica e nel 1914 ricevette il Prix des Dames assegnato dalla società astronomica di Francia.
Nell'agosto del 1914, Lucien Rudaux venne mobilitato nel settantanovesimo reggimento di fanteria territoriale. Nel 1915, passò alla decima sezione degli infermieri e nel 1917 fu riformato. 
Nel 1936 si trasferì al civico 113 del boulevard Saint-Michel a Parigi. Egli era un laureato della società astronomica di Francia e dell'ufficio nazionale meteorologico. Nel 1936, venne nominato cavaliere della Legion d'onore. Nel 1938 Rudaux realizzò delle illustrazioni per un articolo, apparso su The American Weekly, nel quale venivano immaginati degli ibridi tra esseri umani e animali, frutto di un'evoluzione alternativa del genere umano. L'artista si spense a Parigi nel 1947.

## Opere di divulgazione

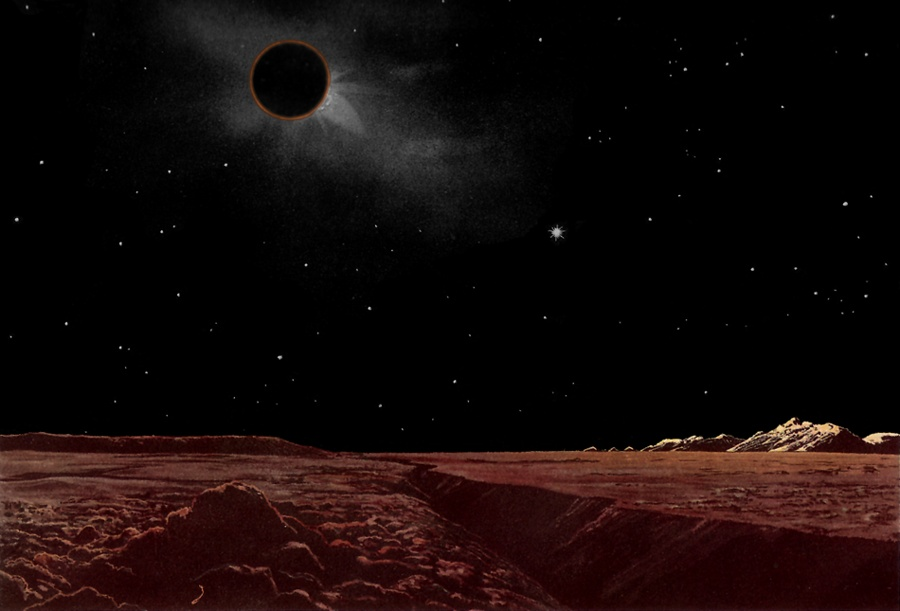
Una rappresentazione di un'eclissi solare vista dalla Luna, realizzata da Rudaux.

Nel 1915 riuscì a far pubblicare Ce qu'on voit dans le ciel, notions pratiques d'astronomie presso Garnier. Nel 1925 pubblicò il Manuale pratico di astronomia (Manuel Pratique d'Astronomie) presso Larousse. Nel 1937 venne pubblicato Sur les autres Mondes (riedito da Larousse nel 1989), un'opera nella quale adoperò un grande talento artistico per immaginare, conservando un orientamento scientifico, i paesaggi degli altri pianeti del sistema solare. Molte di queste illustrazioni risultano abbastanza accurate ancora oggi. A lui si deve anche La Lune et son histoire, un'opera pubblicata grazie a Nouvelles Éditions Latines nel 1946.

## Pubblicazioni
- Ce qu'on voit dans le ciel: notions pratiques d'astronomie, Parigi, Librairie Garnier Frères, 1915, p. 322.
- Alphonse Berget, Le Ciel, Parigi, Librairie Larousse, 1923, p. 312. (Illustrato sotto la direzione di Lucien Rudaux)
- Manuel Pratique d'Astronomie, Parigi, Larousse, 1925, p. 256. (nuova edizione rivista nel 1952, in collaborazione con Gérard de Vaucouleurs)
- Sur Les Autres Mondes, Parigi, Larousse, 1937, p. 224. (riedito nel 1990)
- La pluie et le beau temps, la Terre, le jour et la nuit, Parigi, Librairie Larousse, 1941, p. 34.
- La Terre et son histoire, Parigi, Presses Universitaires De France, coll. «Que Sais-Je? », 1941, p. 128.
- La Lune et son histoire, Parigi, Nouvelles Éditions Latines, coll. «La Découverte », 1947, p. 250.
- Lucien Rudaux e Gérard de Vaucouleurs (prefazione di André Danjon), Astronomie : les astres, l'univers, Parigi, Librairie Larousse, 1948, p. 511 (riedito nel 1952 e nel 1956).

## Omaggi
- Un cratere di Marte, il cratere Rudaux, ha preso il nome da questo astronomo.
- Gli è stato dedicato l'asteroide 3574 Rudaux.
- Dal 2000 esiste un premio dedicato a Lucien Rudaux che consacra gli artisti specializzati in campo astronomico.[1]

## Galleria d'immagini

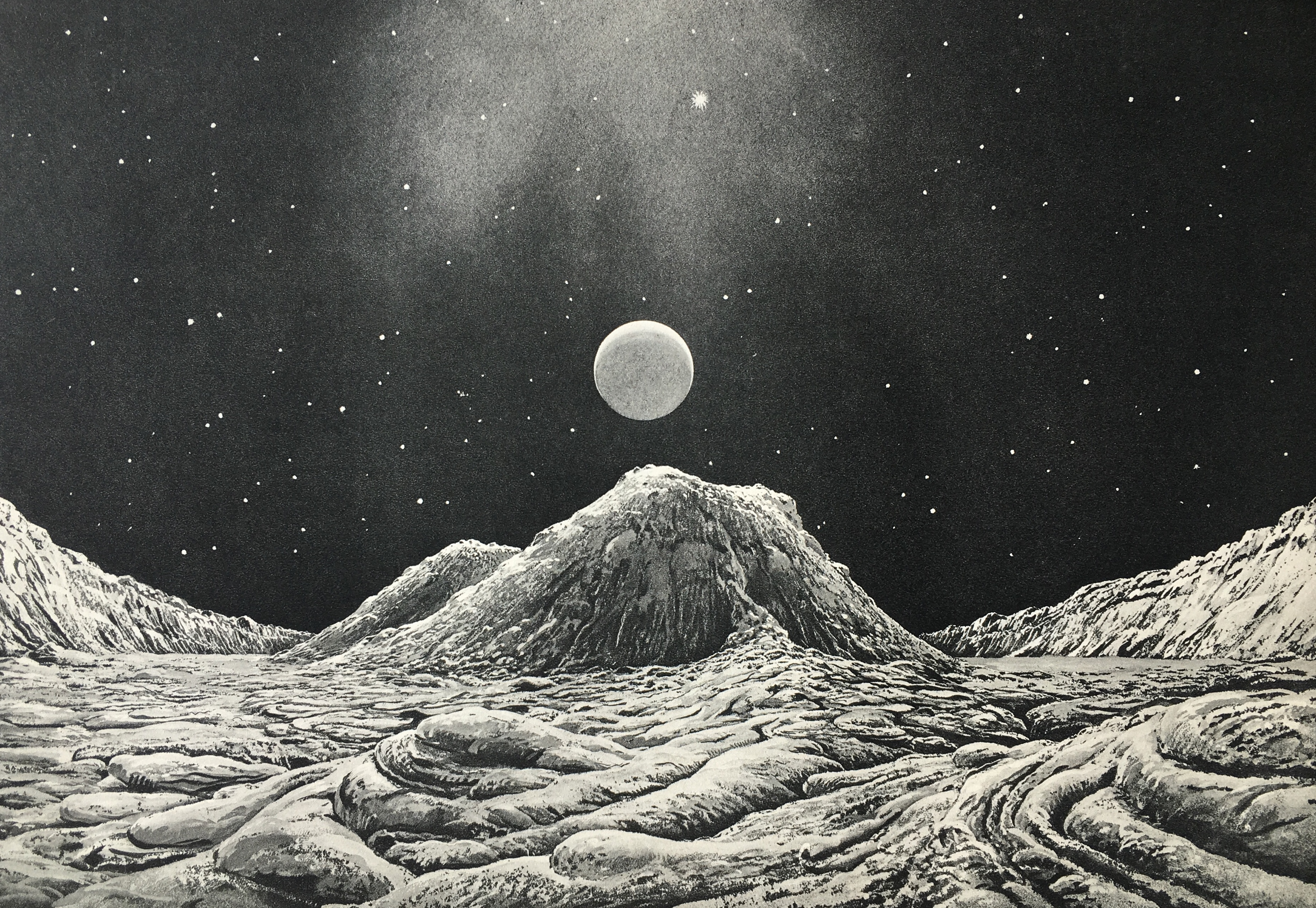
Su altri mondi, 1920 circa
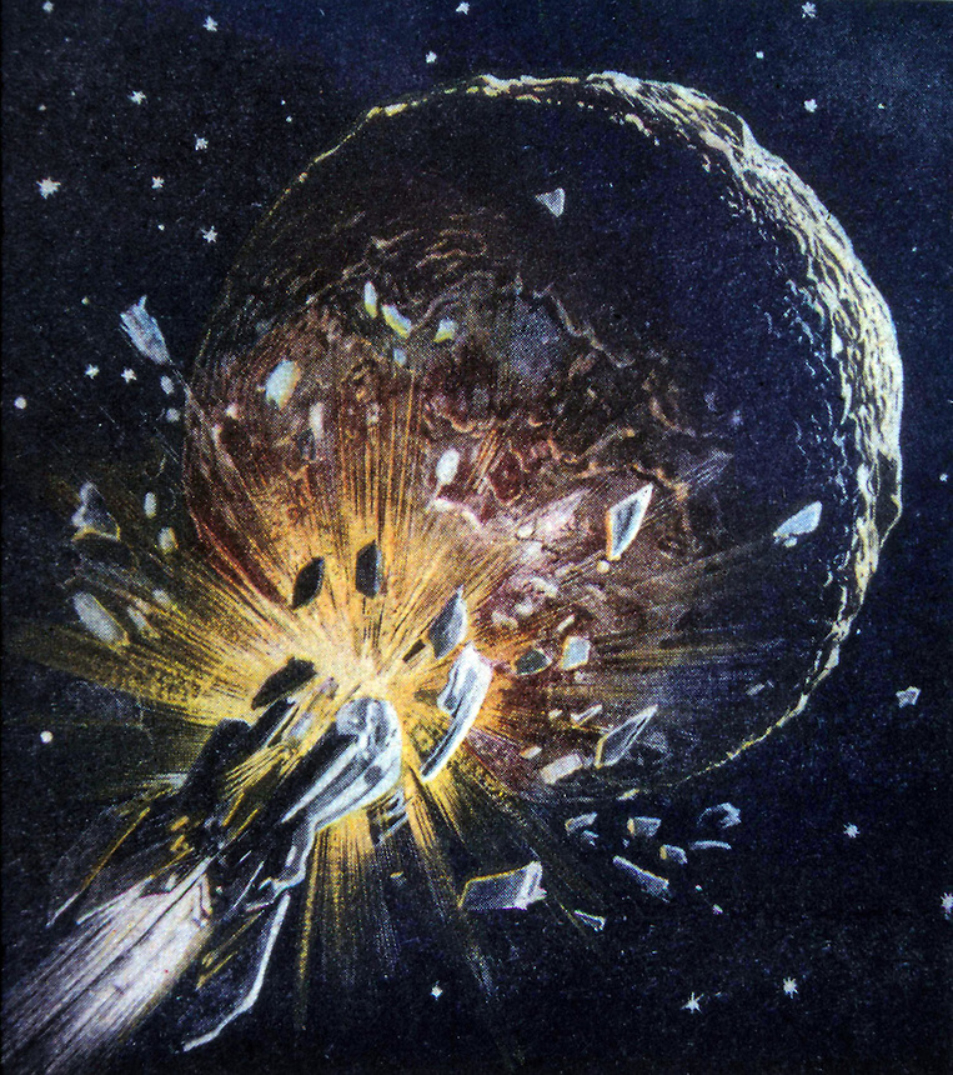
I pericoli dello spazio, 1930
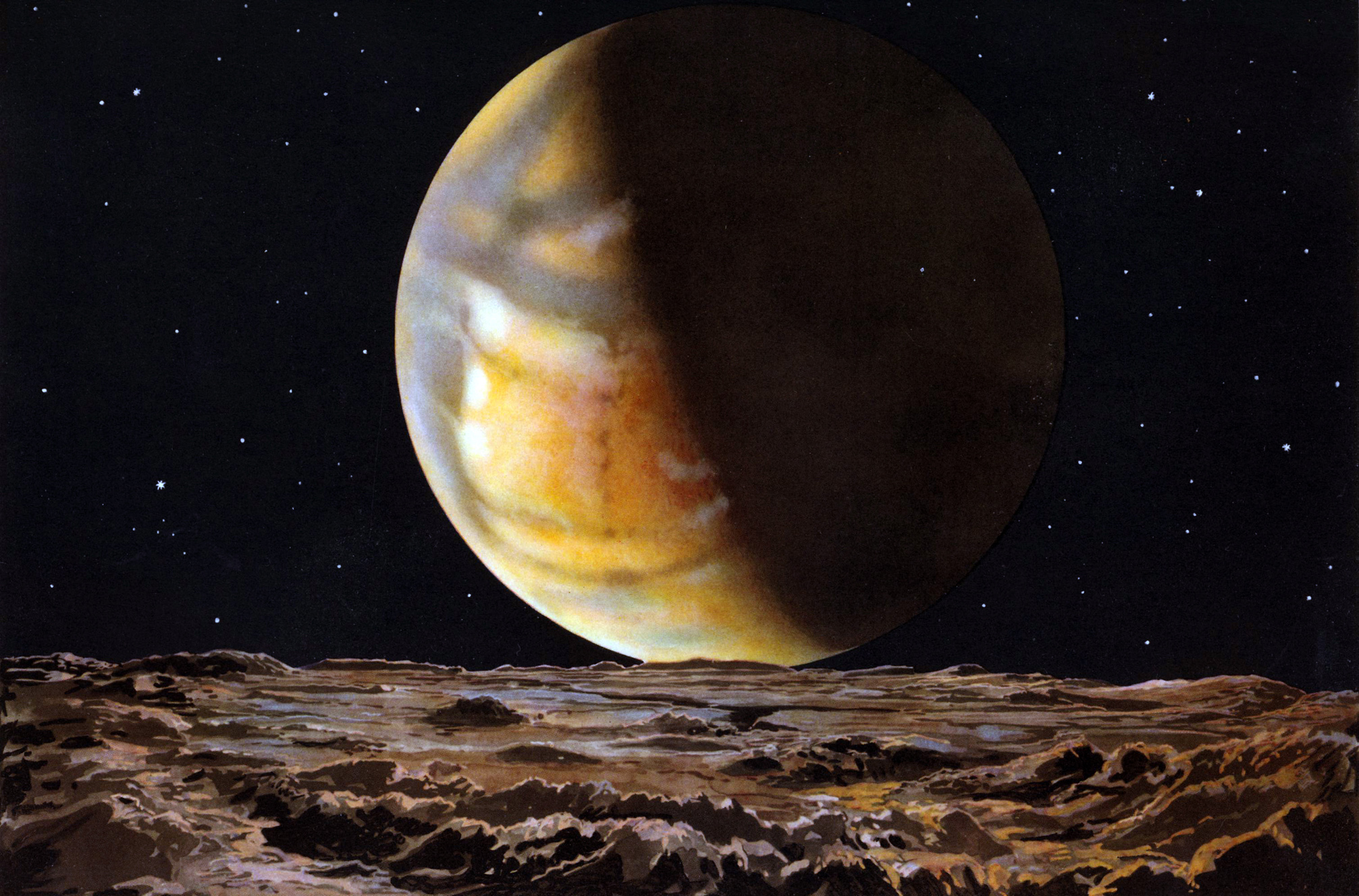
Marte, ante 1947